# Cornelius Felicior
Cornelius Felicior (sein Praenomen ist nicht bekannt) war ein im 2. Jahrhundert n. Chr. lebender Angehöriger des römischen Ritterstandes (Eques).
Durch ein Militärdiplom, das auf den 14. Oktober 109 datiert ist, ist belegt, dass Felicior 109 Kommandeur der Cohors I Montanorum war, die zu diesem Zeitpunkt in der Provinz Dacia stationiert war.